# 1573 no Brasil
Esta é uma cronologia dos fatos acontecimentos de ano 1573 no Brasil.

## Eventos
- Em andamento (1572-1578): Luís de Brito e Almeida, Governador-geral do Brasil.
- 22 de novembro: A cidade de Niterói é fundada pelo cacique Arariboia.[1]